# Laag-Keppel
Laag-Keppel is een stad in de gemeente Bronckhorst, in de Nederlandse provincie Gelderland.
Laag-Keppel ligt in de Achterhoek, aan het riviertje de Oude IJssel tussen Doetinchem en Doesburg en heeft 590 inwoners. Het wordt een stad genoemd, omdat het in in 1404 - als Keppel stadsrechten kreeg. Vanwege de ligging van een deel van Laag-Keppel (waaronder Kasteel Keppel) tussen twee takken van de Oude IJssel kan de plaats ook als liggend tussen de Achterhoek en Liemers worden beschouwd. Ten noorden ligt het dorp Hummelo , ten noordwesten liggen de dorpen Hoog-Keppel, Voor-Drempt en Achter-Drempt en ten zuidwesten ligt de buurtschap Eldrik. Het stadje Laag-Keppel vormde samen met deze vier dorpen en de buurtschap van 1825 tot 2005 de voormalige gemeente Hummelo en Keppel, die met nog enige plaatsen in de omgeving werd samengevoegd tot de gemeente Bronckhorst.

## Tabakscultuur
In het laatste kwart van de achttiende eeuw tot het einde van de Franse inlijving werd er in Keppel en Hummelo door veel boeren tabak geteeld. De Van Heeckerens van Enghuizen hielden zich in die tijd in compagnie bezig met het kopen van tabak. Zij verzamelden tabak, deels uit eigen gewas, en verpakten het in manden om door te verkopen aan de gebr. Cohen in Amersfoort of aan makelaar Lion Quint in Amsterdam. De tabaksteelt in Keppel en Hummelo was gedurende decennia aanzienlijk. 
Onder het Franse regime werd de tabaksregie ingevoerd, wat inhield dat de staat het monopolie kreeg op de tabaksverkoop. De telers moesten vooraf de omvang van hun aanplant aanvragen. In Keppel werd in 1812 totaal achttien hectare met tabak beplant door 51 telers. Dat betekende dat een kwart van de gezinnen leefde van de tabaksteelt. Ook in Hummelo was een kwart van de gezinnen betrokken bij de tabaksteelt. Naar het schijnt werd in 1812 zeker de helft van de tabak niet afgedragen aan de tabaksregie maar zwart verkocht. In 1813 kreeg Hummelo totaal geen toestemming meer voor de tabaksteelt en Keppel nog slechts voor 2,6 hectare. Dat betekende het einde van de tabakscultuur in Keppel.

## Bezienswaardigheden
Bezienswaardig is de oude dorpsstraat van het stadje die uitkomt op een watermolen aan de Oude IJssel. Sinds 1968 staat daar ook de in 1857 in Follega gebouwde Follega molen, van het type spinnenkopmolen, een poldermolen die functioneert als opmaler.
Op een eilandje in de Oude IJssel plus een zijtak staat het middeleeuwse Kasteel Keppel dat een interieur en een park in negentiende-eeuwse stijl herbergt. In de Oude IJssel ligt ter hoogte van de voormalige Keppelsche IJzergieterij een recent gerestaureerde schutsluis die dateert uit 1895. Het is de enig overgebleven sluis van een serie van vijf, die vanaf 1890 in de Oude IJssel werden gebouwd.
Midden in Laag-Keppel staat een neogotisch kerkje dat rond 1880 werd gebouwd als kerkelijke voorziening bij het nabijgelegen kasteel. Sinds 1987 is er een galerie & kunstuitleen gevestigd. Familiebedrijf Kunst of Art presenteert hier een grote collectie moderne kunst, keramiek, bronzen en glaskunst. In 2018 werd het monument geheel gerestaureerd en verbouwd tot een duurzame galerie.

## Monumenten
Een deel van Laag-Keppel is een beschermd dorpsgezicht. Verder zijn er in het dorp 19 rijksmonumenten en 39 gemeentelijke monumenten.

## Sport
Laag-Keppel heeft aan de Dorpsstraat een natuurijsbaan die wordt beheerd door de schaatsvereniging 'de Hessenrijders'. In het bos is een golfbaan (De Keppelse Golfclub).

## Bijzonderheden
Nescio (pseudoniem voor J.H.F. Grönloh en auteur van onder andere Dichtertje, De uitvreter en Titaantjes) beschreef in de bundel 'Boven het dal' (1961) zijn indrukken tijdens een verblijf in Laag-Keppel. Hij verbleef waarschijnlijk in de Gouden Leeuw, in de zomer van 1947.

## Bijzondere evenementen
- Traditionele Shakespeare-opvoering door de Engelse groep Illyria in de kasteeltuin. In 2013 op 8 september As you like it[7][8]
- Zeskamp met vuurwerk ter afsluiting in de kasteeltuin t.g.v. het traditionele volksfeest. (begin september)
- Zomercultuur. Een evenement met kunstenaars, open galeries en veel muziek op verschillende podia.
- Open tuindagen bij de Waranda, bostuin met stinsenplanten.

## Geboren in Laag-Keppel
- Janna Baerends, zangeres
- Victor van den Broek, kleinkunstzanger[9]
- Mark Meijering, hoogleraar
- Zeno Melchior Deurvorst, burgemeester (overleden 2019)
- Jur Raatjes, presentator
- Henk Zeevalking, politicus

## Foto's

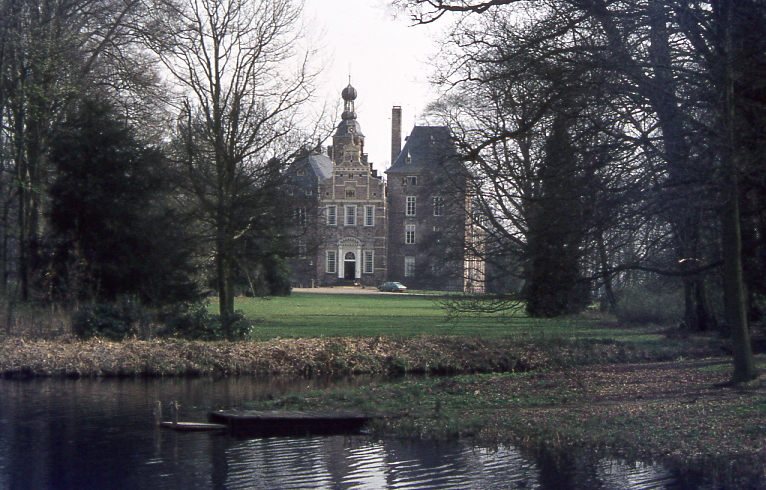
Kasteel Keppel te Laag-Keppel
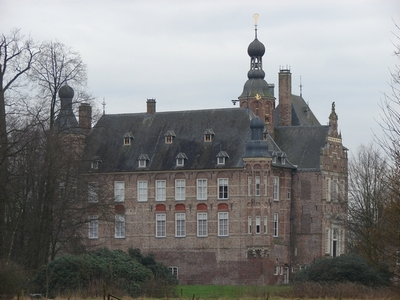
Kasteel Keppel
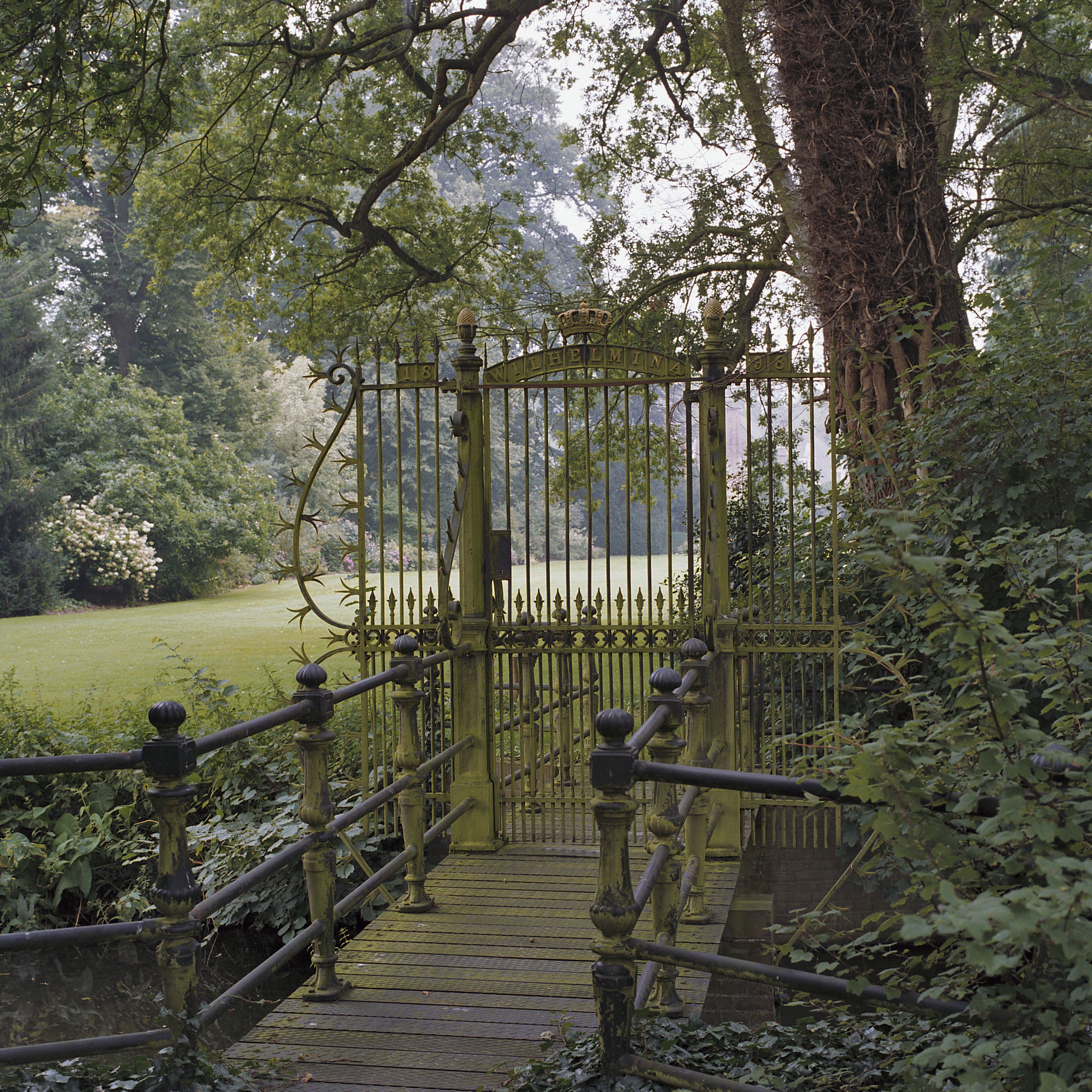
Wilhelminabruggetje met toegangshek bij Kasteel Keppel
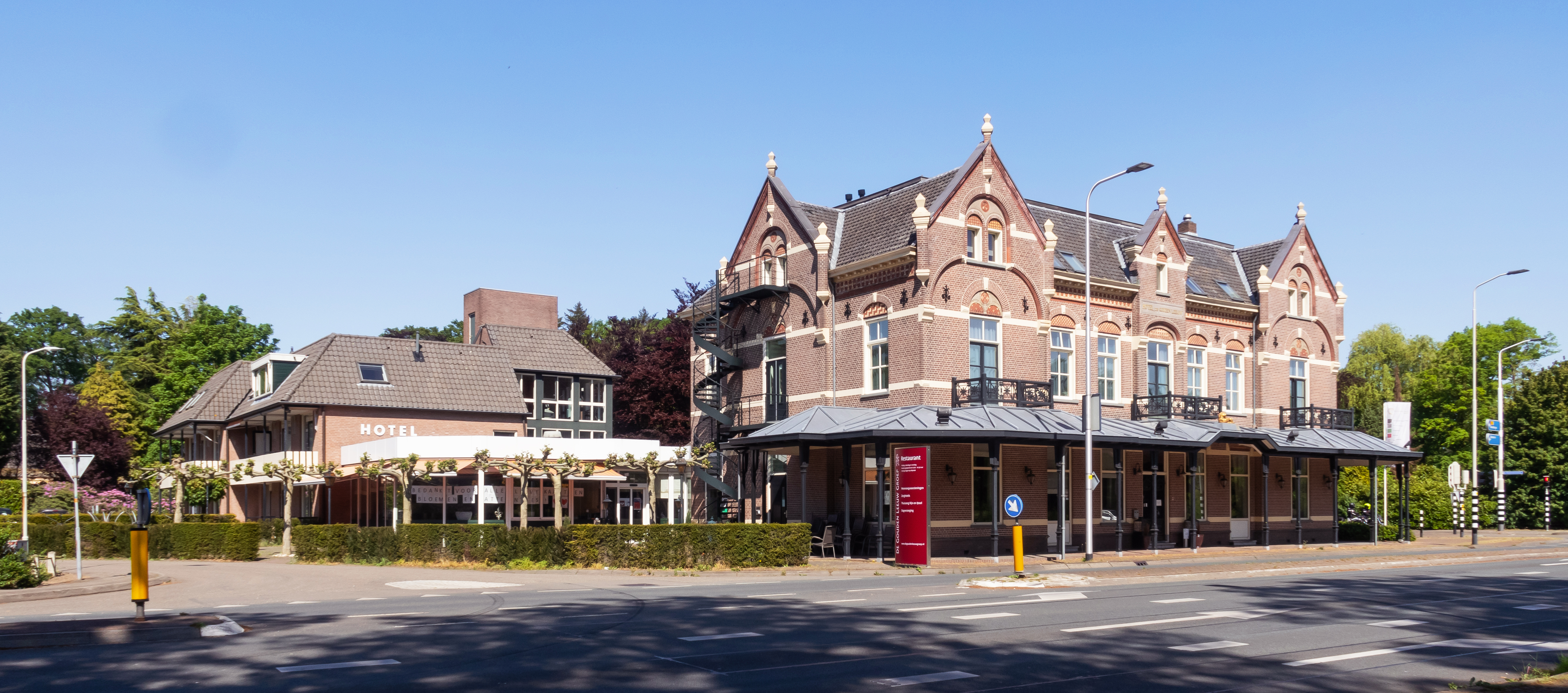
Zorghotel de Gouden Leeuw te Laag-Keppel
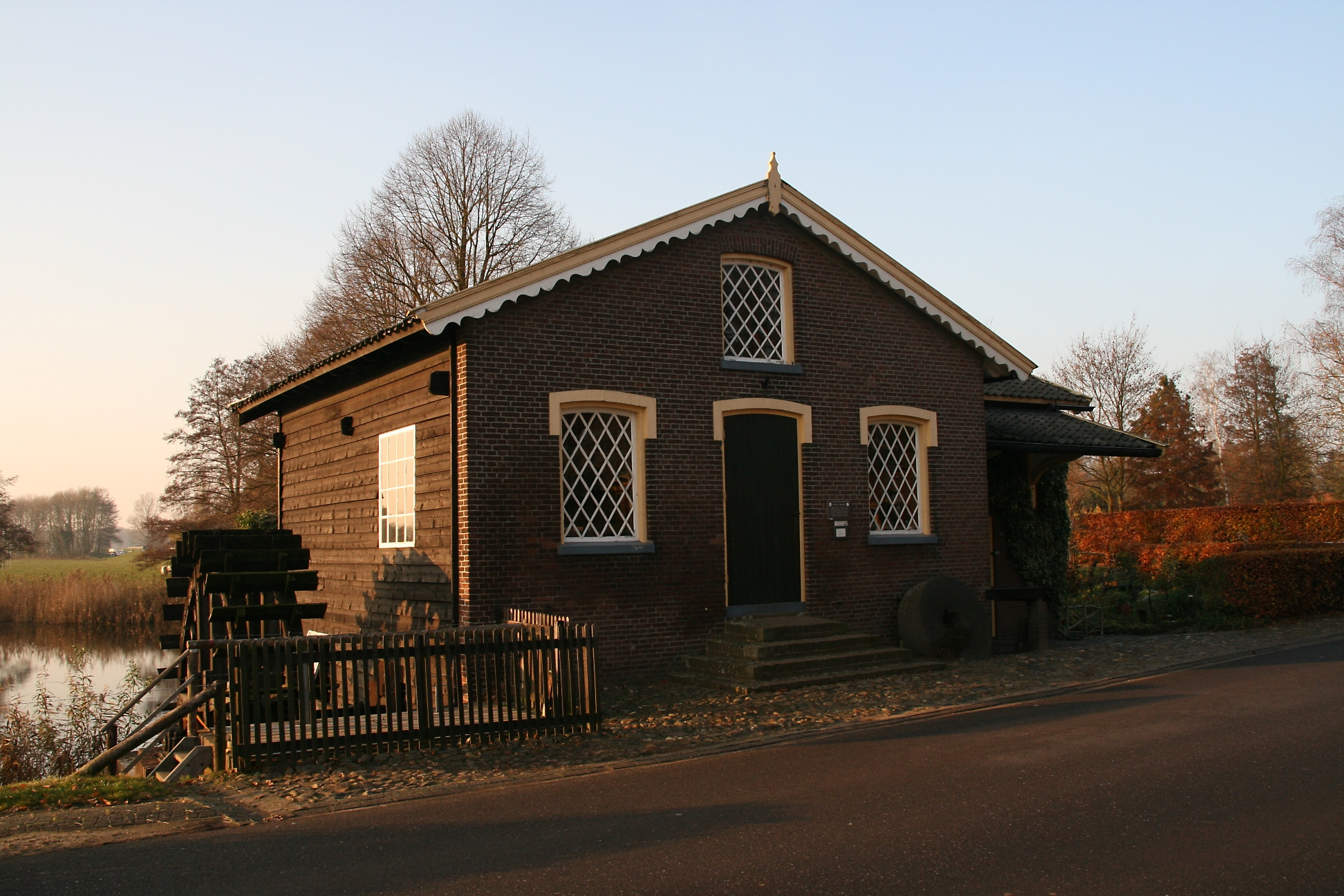
Watermolen
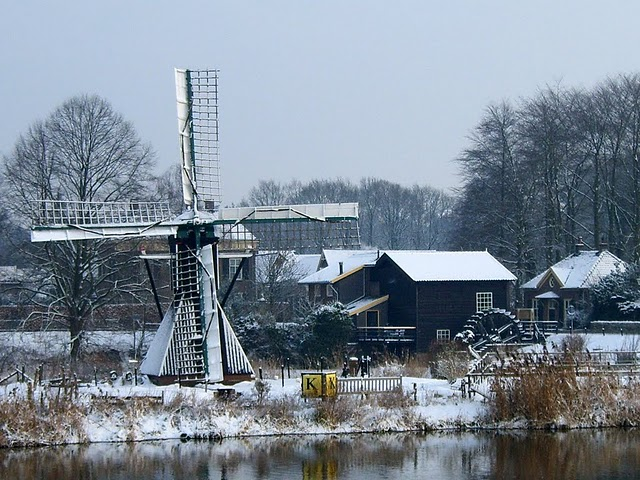
Winter 2010 Follegamolen en waterrad Laag-Keppel
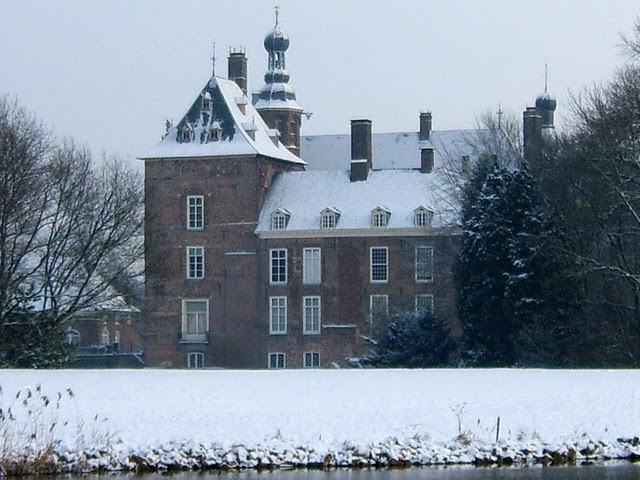
Winter 2010 Kasteel Keppel
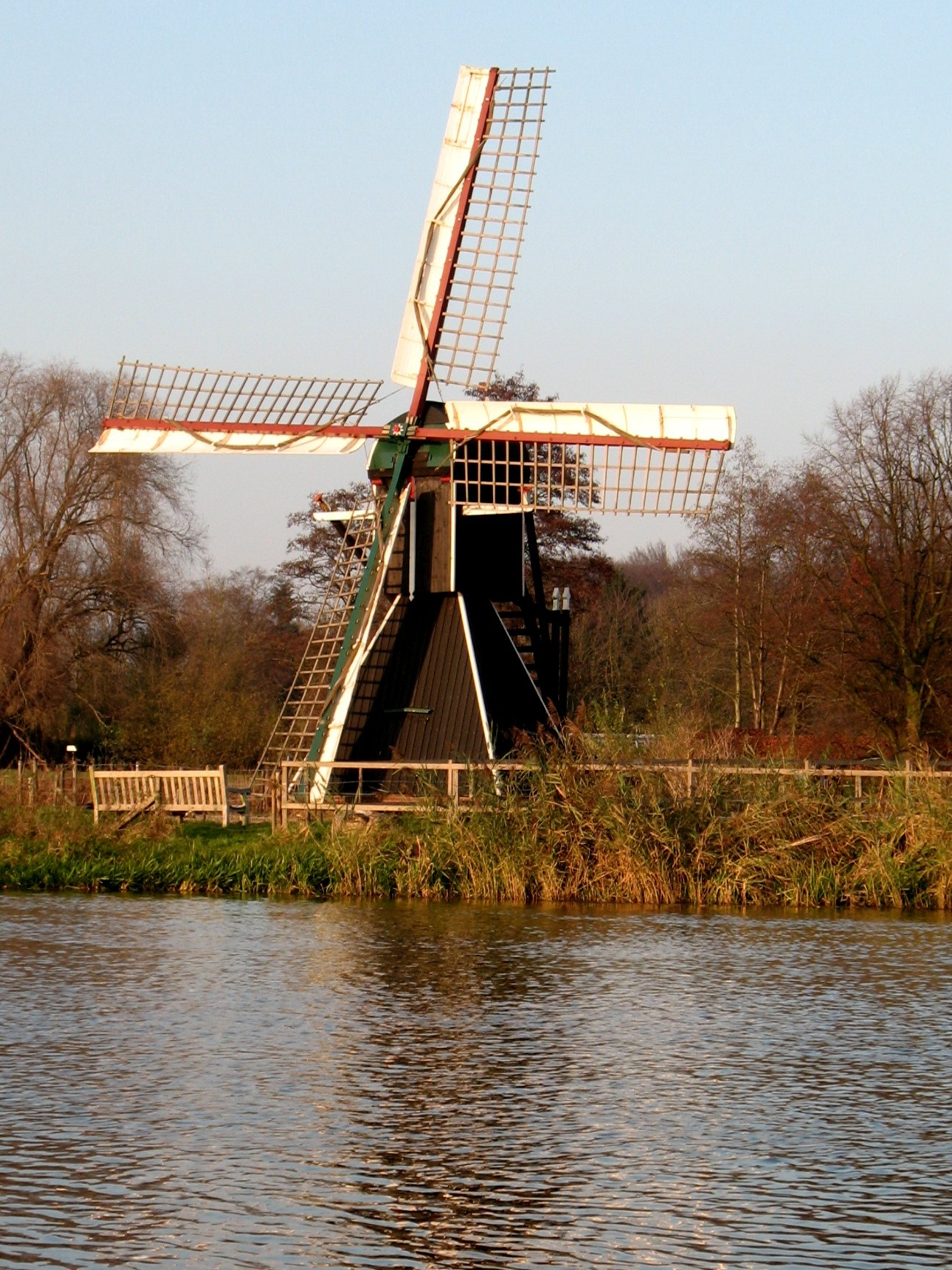
Follega molen

Hoofdplaats: Hengelo      Stadjes: Bronkhorst · Laag-Keppel

Dorpen: Achter-Drempt · Baak · Drempt · Halle · Hengelo · Hoog-Keppel · Hummelo · Keijenborg · Kranenburg · Olburgen · Steenderen · Toldijk · Velswijk · Vierakker · Voor-Drempt · Vorden · Wichmond · Zelhem

Buurtschappen: Bekveld · Delden · Dunsborg · Eldrik · Gooi · Halle-Heide · Halle-Nijman · Heidenhoek · Heurne (deels) · Linde · De Meene · Medler · Meuhoek · Mossel · Noordink · Oosterwijk · Rha · Varssel · Veldhoek (deels) · Veldwijk · Wassinkbrink · Wientjesvoort · Wildenborch · Winkelshoek · Wittebrink · Wolfersveen

Voormalige gemeenten: Hengelo · Hummelo en Keppel · Steenderen · Vorden · Zelhem

Gelderland · Steden en dorpen in Gelderland      Nederland · Provincies · Gemeenten